# Sceptonia hamata
Sceptonia hamata är en tvåvingeart som beskrevs av Sevcik 2004. Sceptonia hamata ingår i släktet Sceptonia, och familjen svampmyggor. Arten är reproducerande i Sverige.